# Ups & Downs
Ups & Downs/Bang Out – czwarty singel amerykańskiego rapera Snoop Dogga, który promował album pt. R&G (Rhythm & Gangsta): The Masterpiece. Gościnnie wystąpiła grupa muzyczna Bee Gees. Do utworu powstał teledysk.

## Notowania
| Notowanie (2005)                       | Najwyższa pozycja |
| -------------------------------------- | ----------------- |
| Hot R&B/Hip-Hop Songs                  | 67                |
| UK Top 75                              | 36                |
| Australia Top 100                      | 25                |
| Germany Top 100                        | 84                |
| Switzerland Top 100                    | 46                |
| Ireland Top 50                         | 19                |
| Finland Top 20                         | 19                |
| USA Top 200 Singles Sales by Soundscan | 20                |